# کورت بلوم
کورت بلوم (زاده ۳۱ ژانویه ۱۸۹۴ در بیلفلد، وستفالن - درگذشته ۱۰ اکتبر ۱۹۶۹) دانشمند عالی‌رتبه نازی قبل و حین جنگ جهانی دوم بود. او معاون جامعه پزشکان رایش (Reichsgesundheitsführer) و نماینده تام‌الاختیار در زمینه تحقیقات سرطان در انجمن پژوهش رایش بود. او در زندگینامه خود که نبرد یک پزشک (Arzt im Kampf) نام دارد، قدرت پزشکی و قدرت نظامی را در نبرد بر سر مرگ و زندگی برابر دانسته‌است.
پس از شکست آلمان نازی در جنگ جهانی دوم، بلوم در سال ۱۹۴۷ در دادگاه پزشکان به اتهام اتانازی و انجام آزمایش بر روی انسان محاکمه شد. او فقط اعتراف کرد که در سال ۱۹۴۳ به او دستور داده شده که واکسن‌های طاعون را روی زندانیان اردوگاه‌های کار اجباری آزمایش کند. واقعیت این بود که از سال ۱۹۴۳، کورت بلوم مسئول انجام تمام تحقیقات مربوط به سلاح‌های بیولوژیک بود که با حمایت ورماخت و اس‌اس انجام می‌شد. بلوم علیرغم اعترافات سنگینش، نهایتاً در دادگاه پزشکان در نورنبرگ تبرئه شد اما علت اصلی تبرئه او مداخله ایالات متحده بود. این نکته مورد قبول همگان است که بلوم در آزمایش سلاح‌های شیمیایی و بیولوژیک بر روی زندانیان اردوگاه‌های کار اجباری شرکت داشته‌است.

## مدیر برنامه جنگ بیولوژیک در رژیم نازی
بلوم به عنوان نماینده تام‌الاختیار در زمینه تحقیقات سرطان در رایش سوم، همواره به استفاده نظامی از مواد سرطان‌زا و ویروس‌های عامل سرطان داشت. طبق کتاب زیست‌شناسان تحت فرمان هیتلر (نوشته اوته دیشمن)، کورت بلوم در سال ۱۹۴۲ به مدیریت واحدی وابسته به انستیتوی مرکزی سرطان در دانشگاه پوزن (پوزنان در لهستان که در ۱۹۳۹ به خاک آلمان ضمیمه شد) منصوب گردید. اگرچه او مدعی بود که کار این مؤسسه صرفاً مربوط به اقدامات «دفاعی» در برابر سلاح‌های بیولوژیک بوده، اما هاینریش هیملر، هرمان گورینگ و اریش شومان (رئیس بخش علوم ورماخت) به شدت طرفدار استفاده تهاجمی از سلاح‌های شیمیایی و بیولوژیک علیه بریتانیا، شوروی و ایالات متحده بودند. در سال ۱۹۴۳، اریش شومان در نامه‌ای به دکتر کلیف (یکی از متخصصان سلاح‌های بیولوژیک در ورماخت) نوشت که علی‌الخصوص آمریکا باید به‌طور همزمان با پاتوژن‌های اپیدمی انسانی و حیوانی و آفات گیاهی مورد حمله قرار بگیرد. به گفته کلیف، عوامل ایجاد بیماری‌های طاعون، حصبه، وبا و سیاه‌زخم همگی به صورت سلاح در حال تولید بوده‌اند. علاوه بر این، رژیم نازی در پی ساختن مدیوم سنتز جدیدی برای گسترش این باکتری‌ها بوده تا این باکتری‌ها بتوانند به مدت هشت تا دوازده هفته مهلک و خطرناک باقی بمانند.
انستیتوی زیر نظر کورت بلوم، بخشی از برنامه جنگ بیولوژیک در رژیم نازی بود که به نام رمز برق‌گیر (Blitzableiter) شناخته می‌شد. این انستیتو برای انجام عملیات‌های پنهانی و استتارشده برای تولید عوامل بیولوژیک برای استفاده در جنگ ایجاد شد و ساخت آن زیر نظر یکی از افسران اس. اس به نام کارل گروس انجام شد که متخصص بیماری‌های گرمسیری بود و پیش از این روی ۱۷۰۰ تن از زندانیان اردوگاه کار اجباری ماوتهاوزن آزمایش‌های مرگباری انجام داده بود. دور تا دور این انستیتو دیواری به طول ۱۰ فوت کشیده بودند و یک واحد ویژه اس. اس همواره از آن مراقبت می‌کرد. همچنین تمهیداتی برای جلوگیری از انتشار و پخش‌شدن عوامل بیولوژیک مختلف که در این انستیتو تولید می‌شدند پیش‌بینی شده بود. تا مه ۱۹۴۴، در این انستیتو بخش‌های ویژه‌ای برای فیزیولوژی-بیولوژی، باکتری‌شناسی و ویروس‌شناسی، رادیولوژی، داروسازی، آمار مربوط به سرطان و مزرعه تومور ایجاد شده بود. طی سال‌های ۱۹۴۳ تا ۱۹۴۵، دست‌کم ۲/۷ میلیون رایش‌مارک بودجه از ورماخت و اس‌اس و به این انستیتو اختصاص داده شد.
بلوم روی روش‌های ذخیره‌سازی و پراکنده‌کردن عوامل بیولوژیک مانند طاعون، وبا، سیاه‌زخم و حصبه کار می‌کرد و زندانیان را به طاعون آلوده می‌کرد تا اثربخشی واکسن‌ها را روی آنها آزمایش کند. در دانشگاه استراسبورگ نیز یک واحد ویژه به ریاست پروفسور یوگن فون‌هاگن تشکیل شده بود که محققانی مانند کورت گوتزایت و آرنولد دومن را به خدمت گرفته بود و عوامل تیفوس، هپاتیت، التهاب کلیه و سایر سلاح‌های شیمیایی و بیولوژیک را بر روی زندانیان اردوگاه‌های کار اجباری آزمایش می‌کرد. گوتزیت در ارتش آلمان مسئول تحقیقات مربوط به هپاتیت بود. او و همکارانش آزمایش‌های ویروسی مختلفی را روی بیماران روانی، یهودیان، اسرای جنگی روسیه و کولی‌ها در اردوگاه‌های ساخزنهاوزن، آشویتز و غیره انجام داده بودند. در اکتبر ۱۹۴۴، هیملر به بلوم دستور داد که عامل بیماری طاعون را هم بر روی زندانیان اردوگاه کار اجباری آزمایش کند.

## استفاده از ناقل‌های حشره در جنگ بیولوژیک
در سال ۱۹۴۳، بلوم پیشنهاد داد که بیماری مالاریا را به صورت مصنوعی و با استفاده از پشه‌ها شیوع بدهند. او در آزمایش دیگری تلاش کرد با استفاده از شپش بین زندانیان اردوگاه‌های داخائو و بوخن‌والد، اپیدمی‌های تیفوس را ایجاد کند.
ادوارد می، مدیر بخش حشره‌شناسی مؤسسه تحقیقات عملی در علوم نظامی (از زیرمجموعه‌های اس. اس) از اکتبر ۱۹۴۳ مأموریت یافت که «حشرات مضر انسانی» را بر روی زندانیان اردوگاه‌ها آزمایش کند و این مأموریت، ارتباط نزدیکی با برنامه سلاح بیولوژیک کورت بلوم داشت. ادوارد می در آزمایش‌های مربوط به انتقال مصنوعی گسترده انگل مالاریا به انسان با استفاده از پشه‌هایی که روی دشت‌ها ریخته می‌شدند، با بلوم همکاری داشت.
از سوی دیگر در بخش دامپزشکی ورماخت نیز پروژه‌های تحقیقاتی درخصوص بیماری‌های حیوانی توسط اریش تراوب در حال انجام بود و او در تلاش بود تا شیوه‌هایی برای پراکنده‌ساختن این بیماری‌ها با استفاده از هواپیما بر روی بریتانیا، ایالات متحده و شوروی پیدا کند.

## فرار از انستیتو پوزنان
بلوم در ژانویه ۱۹۴۵ و درست پیش از سررسیدن ارتش سرخ شوروی، از پوزنان گریخت و نتوانست تجهیزات انستیتو را به‌طور کامل نابود کند. او به والتر شرایبر، بازرس پزشکی نظامی ورماخت، اطلاع داد که به‌شدت نگران آن است که تأسیسات آزمایش‌های انسانی که در این انستیتو وجود دارد و قابل شناسایی است، به آسانی توسط روس‌ها شناسایی شود. بلوم به گرابرگ نقل‌مکان کرد. ورماخت و اس. اس قبلاً در این شهر یک مرکز جنگ بیولوژیک دیگر را تحت پوشش مرکز تحقیقات سرطان ساخته بودند. بلوم باکتری‌ها و میکروب‌های کشت‌شده‌اش را از لهستان آورده بود و کماکان به هیتلر قول یک «سلاح معجزه‌آسا» (Wunderwaffe) را می‌داد که روند جنگ را به نفع آلمان تغییر خواهد داد، اما ساختمان گرابرگ هم در آوریل ۱۹۴۵ به اشغال ارتش ایالات متحده درآمد و اسناد و تجهیزات آن نیز به دست آمریکایی‌ها افتاد.

## همکاری باواحد ۷۳۱و برنامه جنگ بیولوژیک ژاپن
طی جنگ، آلمان و ژاپن درخصوص برنامه‌های جنگ بیولوژیک خود با استفاده از زیردریایی با یکدیگر تبادل اطلاعات و نمونه و تجهیزات می‌کردند. آخرین زیردریایی حامل این تجهیزات و اطلاعات در اواخر مه ۱۹۴۵ از ژاپن حرکت کرده بود. ژاپنی‌ها پیش از تسلیم‌شدن در پایان جنگ در اوت ۱۹۴۵، بسیاری از سوابق مربوط به این ارتباط‌ها و برنامه‌ها را نابود کرده بودند.
در دهه ۱۹۳۰، هیتلر به گروهی از افسران به رهبری اتو مونتش دستور داد که استفاده ژاپن از سلاح‌های شیمیایی و بیولوژیک علیه چین را مطالعه کنند. این برنامه‌های همکاری و تبادل علمی در قالب یک سری موافقت‌نامه طی سال‌های ۱۹۳۸ تا ۱۹۳۹ انجام شد.
هوجو انریو، پزشک ارتش ژاپن و متخصص سلاح‌های بیولوژیک، بارها از مؤسسه روبرت کخ و شرکت‌های واقع در مناطق اشغالی آلمان بازدید می‌کرد تا دربارهٔ تحقیقات مربوط به جنگ باکتریولوژیک اطلاعات جمع کند. او همچنین در اکتبر ۱۹۴۱ در آکادمی نظامی پزشکی برلین سخنرانی‌ای در همین خصوص ایراد کرد.
گرهارد رز، متخصص آلمانی بیماری‌های گرمسیری و اپیدمی تیفوس و بعدها جزو متهمان دادگاه پزشکان در نورنبرگ، نمونه‌های ویروس تب زرد را که واحد ۷۳۱ ارتش ژاپن نتوانسته بود از ایالات متحده تهیه کند، در اختیار آنها گذاشت. انستیتوی کورت بلوم در پوزن به جهت طراحی بسیار شبیه به تأسیسات واحد ۷۳۱ در پینگ‌فانگ منچوری بود.

## فعالیت‌های پس از جنگ و استخدام از سوی ایالات متحده
بلوم در ۱۷ مه ۱۹۴۵ توسط سرویس ضداطلاعات ارتش ایالات متحده در مونیخ دستگیر شد. او در زمان دستگیری هیچ مدرک شناسایی به‌جز گواهینامه رانندگی همراه نداشت. پس از چند هفته بازداشت که طی آن سرویس ضداطلاعات ارتش آمریکا هویت او را احراز کرد، بلوم را به قلعه کرانزبزرگ (عمارتی قرون وسطایی در شمال فرانکفورت) بردند. پس از رسیدن او به قلعه، یک پیغام محرمانه به دست تیم «عملیات آلزوس» (گروهی متشکل از متخصصان انگلیسی-آمریکایی که در اواخر جنگ مسئول تحقیق دربارهٔ فناوری تسلیحاتی آلمان و ایتالیا بودند) رسید:
بلوم در سال ۱۹۴۳ در حال مطالعه روی تسلیحات باکتریولوژیک بوده، البته به صورت رسمی تحقیقات سرطان عنوان می‌شود اما فقط یک استتار است. بلوم علاوه بر این معاون جامعه پزشکان رایش هم بوده. مایلید بازپرس بفرستید؟
آمریکا در ازای دریافت اطلاعات مربوط به تسلیحات بیولوژیک، گاز اعصاب و ارائه مشاوره به برنامه‌های تسلیحات شیمیایی و بیولوژیک در آمریکا، به نفع کورت بلوم مداخله کرده و او را از اعدام نجات بدهد. در نوامبر ۱۹۴۷، دو ماه پس از تبرئه کورت بلوم در نورنبرگ، چهار نماینده از کمپ دتریک (مرکز مطالعات تسلیحات بیولوژیک ارتش آمریکا) با بلوم دیدار کردند. بلوم در این دیدار متخصصان تسلیحات بیولوژیک را شناسایی کرد و شیوه‌های مختلف کاربرد تسلیحات بیولوژیک را برای این نمایندگان توصیف کرد.
در سال ۱۹۵۱، کورت بلوم در «پروژه ۶۳» ارتش آمریکا درخصوص تسلیحات شیمیایی و بیولوژیک استخدام شد. پروژه ۶۳ یکی از عملیات‌های جایگزین «عملیات پیپرکلیپ» برای کار بر روی تسلیحات شیمیایی بود. در فایل استخدامی او هیچ اشاره‌ای به دادگاه نورنبرگ نشده بود. کنسول آمریکا در فرانکفورت درخواست ویزای بلوم را رد کرد و او در مرکز فرماندهی اطلاعات اروپا در اوبراورزل (آلمان غربی) مشغول به کار شد. بلوم در این مرکز بر روی پروژه فوق‌محرمانه‌ای با نام «پروژه ۱۹۷۵» کار می‌کرد که هرگز از حالت طبقه‌بندی محرمانه خارج نشده‌است.
بلوم پس از تبرئه در دادگاه پزشکان نورنبرگ در سال ۱۹۴۷، هرگز بازداشت یا متهم به جنایات جنگی نشد. او حرفه پزشکی خود در آلمان غربی را نیز ادامه داد و به عنوان یکی از اعضای حزب ناسیونال-محافظه‌کار «ژرمن‌پارتی» فعالیت سیاسی هم داشت. او در سال ۱۹۶۹ در دورتموند درگذشت.